# Kamiita
Kamiita (上板町, Kamiita-chō) est un bourg situé dans le district d'Itano (préfecture de Tokushima), au Japon.

## Géographie

### Démographie
En 2003, le bourg de Kamiita avait une population de 13 126 habitants répartis sur une superficie de 34,51 km2 (densité de population de 380 hab./km2).

## Culture locale et patrimoine
Le bourg de Kamiita abrite le temple Anraku, la sixième étape du pèlerinage de Shikoku.